# Западная конференция (НХЛ)
Западная конференция  — одна из двух конференций, которые используются для деления команд в Национальной хоккейной лиге.
Второй конференцией является Восточная.
Западная конференция была создана в 1974 году, когда НХЛ была разделена на 2 конференции и 4 дивизиона, и первоначально носила название «Конференция Кларенса Кэмпбелла». Поскольку новые конференции и дивизионы не отражали североамериканскую географию, географические названия были отменены. Западная конференция состояла из двух дивизионов: «Дивизион Патрика» и «Дивизион Смайта». В 1981 году составы дивизионов были изменены для большего географического соответствия, однако, названия остались прежними. «Дивизион Патрика» "переехал" на восток, а «Дивизион Норриса» — на запад. Смена названий произошла в 1993 году. «Дивизион Смайта» сменил название на «Тихоокеанский», а «Дивизион Норриса» был переименован в «Центральный». Несмотря на все произошедшие изменения, трофей чемпиона конференции «Приз Кларенса Кэмпбелла» сохранил своё название.

## Дивизионы
До преобразований 1993 года, Конференция Кларенса Кэмпбелла состояла из «Дивизиона Норриса» и «Дивизиона Смайта». В 1998 был сформирован Северо-западный дивизион, который просуществовал до 2013 года. В настоящее время Западная конференция представлена 16 командами, разделенными на 2 дивизиона: Тихоокеанский и Центральный.
| Тихоокеанский дивизион | Центральный дивизион |
| ---------------------- | -------------------- |
| Анахайм Дакс           | Виннипег Джетс       |
| Ванкувер Кэнакс        | Даллас Старз         |
| Вегас Голден Найтс     | Колорадо Эвеланш     |
| Калгари Флэймз         | Миннесота Уайлд      |
| Лос-Анджелес Кингз     | Нэшвилл Предаторз    |
| Сан-Хосе Шаркс         | Сент-Луис Блюз       |
| Сиэтл Кракен           | Чикаго Блэкхокс      |
| Эдмонтон Ойлерз        | Юта Маммот           |

C 2024 Аризона Койотис была временно упразднена, игроки, тренеры и прочий персонал был перемещены в новообразованную Юту.

## Чемпионы
До 1982 года в НХЛ была уникальная система плей-офф по сравнению с НФЛ, НБА и МЛБ. В плей-офф команды были посеяны вне зависимости от принадлежности к конференции. В результате, две команды из одной конференции могли встретиться в финале Кубка Стэнли, как это и было в 1977, 1978 и 1980 годах. В рамках этой системы, чемпионом Кэмпбелловской конференции, и, следовательно, победителем Приз Кларенса Кэмпбелла, становилась команда, которая финишировала на 1 месте в конференции по итогам регулярного сезона.
Начиная с 1982 года, победителем приза Кларенса Кэмпбелла, становится команда, выигравшая в финале плей-офф Кэмпбелловской/Западной конференции.

## Обладатели Кубка Стэнли
- 1975 — Филадельфия Флайерз †
- 1980 — Нью-Йорк Айлендерс †
- 1981 — Нью-Йорк Айлендерс †
- 1984 — Эдмонтон Ойлерз
- 1985 — Эдмонтон Ойлерз
- 1987 — Эдмонтон Ойлерз
- 1988 — Эдмонтон Ойлерз
- 1989 — Калгари Флэймз
- 1990 — Эдмонтон Ойлерз
- 1996 — Колорадо Эвеланш
- 1997 — Детройт Ред Уингз †
- 1998 — Детройт Ред Уингз †
- 1999 — Даллас Старз
- 2001 — Колорадо Эвеланш
- 2002 — Детройт Ред Уингз †
- 2007 — Анахайм Дакс
- 2008 — Детройт Ред Уингз †
- 2010 — Чикаго Блэкхокс
- 2012 — Лос-Анджелес Кингз
- 2013 — Чикаго Блэкхокс
- 2014 — Лос-Анджелес Кингз
- 2015 — Чикаго Блэкхокс
- 2019 — Сент-Луис Блюз
- 2022 — Колорадо Эвеланш
- 2023 — Вегас Голден Найтс

† - С сезона 1981/1982 Филадельфия Флайерз и Нью-Йорк Айлендерс не являются членами Западной конференции. Детройт Ред Уингз был переведён в Восточную конференцию перед сезоном 2013/2014